# Division 1A 2023/24
Die Division 1A 2023/24 war die 121. Spielzeit der höchsten belgischen Spielklasse im Männerfußball.

## Saisonablauf
Die Saison begann am 28. Juli 2023. Eine Winterpause erfolgte vom 28. Dezember 2023 bis zum 18. Januar 2024. Die Hauptrunde endete am 17. März 2024. Die anschließenden Play-offs begannen am 29. März 2024 und endeten am 26. Mai 2024. Die Play-downs begannen am 6. April 2024 und endeten am 11. Mai 2024.
Der Spielplan wurde am 22. Juni 2023 bekanntgegeben.

## Teilnehmer
Für die Spielzeit 2023/24 haben sich sportlich qualifiziert:
| Verein                                                                        | Stadion                                                                       | Kapazität                                                                     |
| aus der Division 1A 2022/23 in der Reihenfolge der Platzierung der Hauptrunde | aus der Division 1A 2022/23 in der Reihenfolge der Platzierung der Hauptrunde | aus der Division 1A 2022/23 in der Reihenfolge der Platzierung der Hauptrunde |
| ----------------------------------------------------------------------------- | ----------------------------------------------------------------------------- | ----------------------------------------------------------------------------- |
| KRC Genk                                                                      | Cegeka Arena                                                                  | 23.718                                                                        |
| Royale Union Saint-Gilloise                                                   | Stade Joseph Marien                                                           | 09.400                                                                        |
| Royal Antwerpen                                                               | Bosuilstadion                                                                 | 16.144                                                                        |
| FC Brügge                                                                     | Jan-Breydel-Stadion                                                           | 29.062                                                                        |
| KAA Gent                                                                      | Ghelamco Arena                                                                | 20.000                                                                        |
| Standard Lüttich                                                              | Maurice-Dufrasne-Stadion                                                      | 30.023                                                                        |
| KVC Westerlo                                                                  | Het Kuipje                                                                    | 08.035                                                                        |
| Cercle Brügge                                                                 | Jan-Breydel-Stadion                                                           | 29.062                                                                        |
| Sporting Charleroi                                                            | Stade du Pays de Charleroi                                                    | 14.891                                                                        |
| Oud-Heverlee Löwen                                                            | King Power at Den Dreef Stadion                                               | 10.020                                                                        |
| RSC Anderlecht                                                                | Lotto Park                                                                    | 21.500                                                                        |
| KV Mechelen                                                                   | AFAS Stadion                                                                  | 16.672                                                                        |
| VV St. Truiden                                                                | Stayen                                                                        | 12.500                                                                        |
| KV Kortrijk                                                                   | Guldensporenstadion                                                           | 09.399                                                                        |
| KAS Eupen                                                                     | Kehrwegstadion                                                                | 08.363                                                                        |
| der Aufsteiger aus der Division 1B 2022/23                                    |                                                                               |                                                                               |
| RWD Molenbeek                                                                 | Edmond-Machtens-Stadion                                                       | 12.266                                                                        |

## Modus
Durch Beschluss der Generalversammlung der Vereine vom 14. Juni 2021 wurde festgelegt, dass ab der Saison 2023/24 die Division 1A wieder aus 16 Vereinen besteht. Durch Beschluss der Generalversammlung der Vereine vom 17. Juni 2022 wurde dies bestätigt und zugleich ein neuer Modus ab der Saison 2023/24 festgelegt.
Die 16 Vereine spielen zunächst in einer Doppelrunde die reguläre Saison (Hauptrunde). Deren Abschlusstabelle dient als Grundlage für die Qualifikation zu verschiedenen Platzierungsrunden.

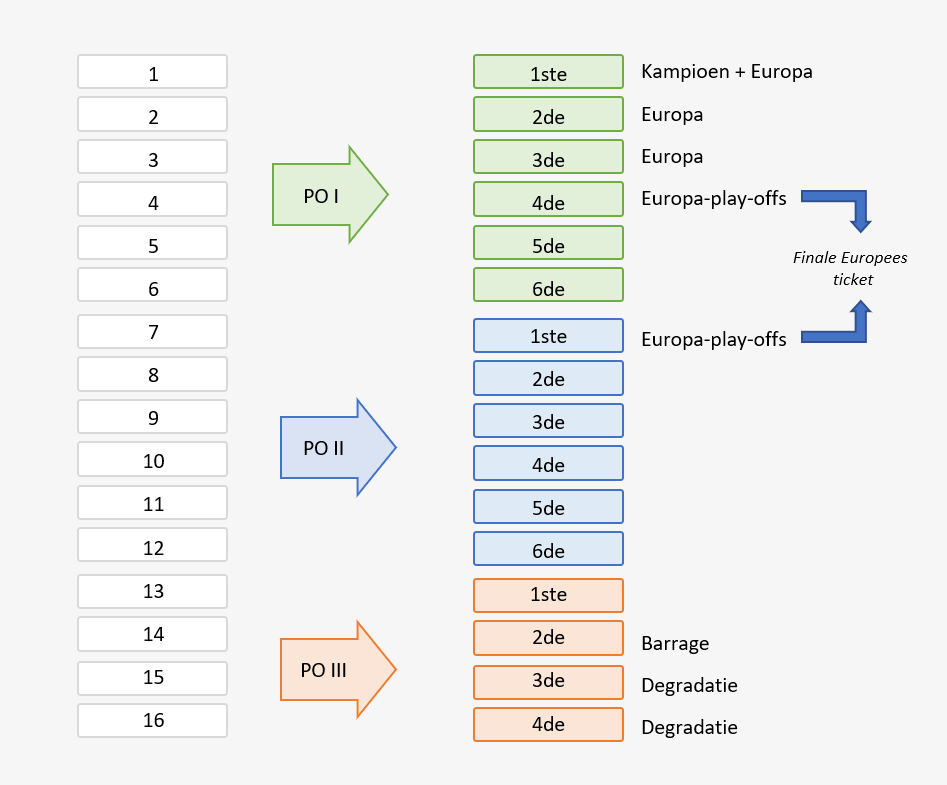
Schema der Play-off ab der Saison 2023/24 (niederländisch)

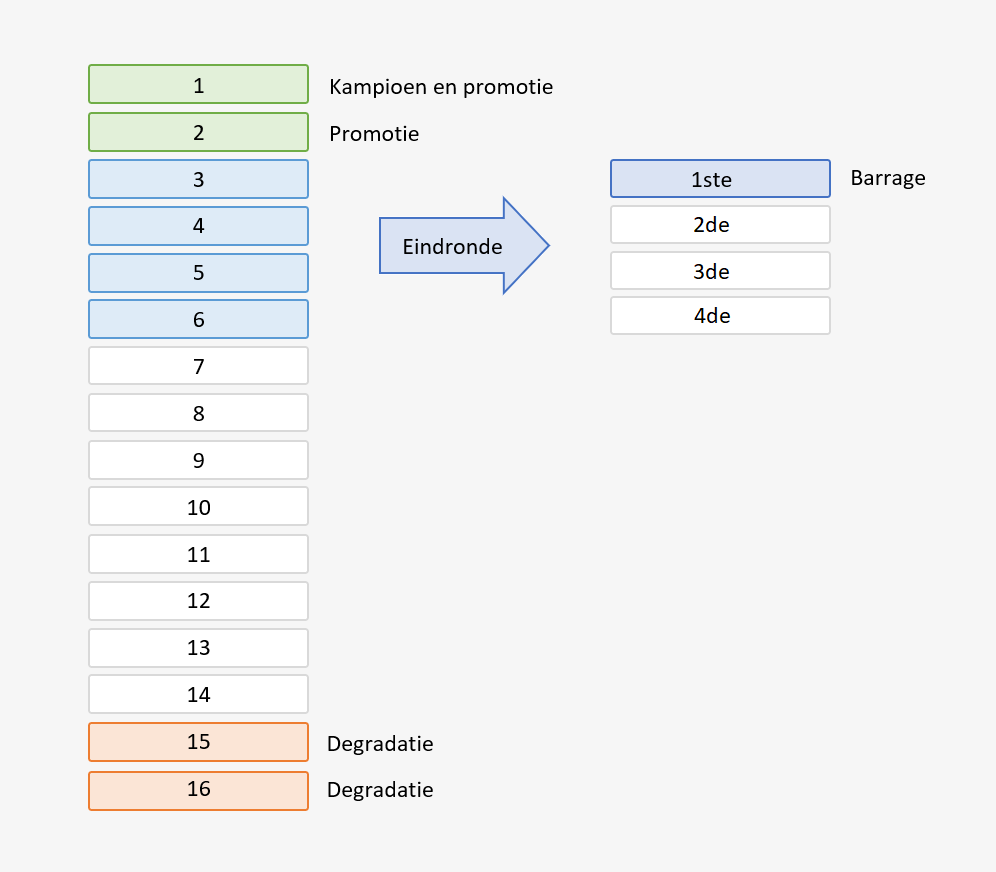
Schema der Play-off der Division 1B ab der Saison 2023/24 (niederländisch)

Die sechs bestplatzierten Vereine nach Abschluss der 30 Spieltagen erreichen die Meisterschaftsrunde (Play-off 1). Die Vereine, die nach Abschluss der Hauptrunde auf den Plätzen 7 bis 12 stehen, spielen ebenfalls eine Play-off-Runde (Play-off 2 oder Europa Play-off).
Der Sieger der Play-off 1 wird belgischer Meister. Die Mannschaften auf Platz 2 und 3 der Play-off 1 qualifizieren sich ebenfalls direkt für die nächsten Startplätze im Europapokal. Der Vierte der Meisterschaftsrunde spielt dagegen gegen den Sieger der Play-off 2 um den schlechtesten Qualifikationsplatz zur Conference League.
Die Mannschaften auf den Plätzen 13 bis 16 spielen eine Play-down-Runde. Die beiden letzten Mannschaften dieser Runde steigen ab, während der Sieger der Play-down in der Division 1A verbleibt. Die Mannschaft auf Platz 2 der Play-down bestreitet die Relegationsspiele gegen den Sieger der Aufstiegsspiele der Division 1B (Mannschaften auf den Plätzen 3 bis 6 der dortigen Hauptrunde).
In der Hauptrunde zählt bei Punktgleichheit zuerst die Zahl der Siege und erst dann das Torverhältnis. Die Punkte aus der Hauptrunde werden in beide Play-offs zur Hälfte übernommen und, wenn nötig, dabei aufgerundet. Mannschaften mit dieser Aufrundung haben einen Malus, so dass sie bei Punktgleichheit mit einer Mannschaft ohne diesen Malus den schlechteren Tabellenplatz erhalten. In die Play-downs wird die volle Punktzahl aus der Hauptrunde übernommen.
Sowohl in den Play-offs als auch in den Play-Down entscheidet unter punktgleichen Vereinen die höhere Platzierung in der Hauptrunde. Entsprechend rufen die weiteren Begegnungen je nach Tabellensituation teilweise nur geringfügige Änderungen hervor.
Im Gegensatz zu anderen Ligen, wie beispielsweise der Fußball-Bundesliga, sind die Spielpläne für die Hin- und Rückrunde nicht identisch (mit gedrehtem Heimrecht). Vielmehr wird für die Rückrunde ein völlig anderer Spielplan erstellt.

## Hauptrunde

### Tabelle
| Pl.                                             | Verein                      | Sp. | S  | U  | N  | Tore    | Diff. | Punkte | Anm.  |
| ----------------------------------------------- | --------------------------- | --- | -- | -- | -- | ------- | ----- | ------ | ----- |
| 1.                                              | Royale Union Saint-Gilloise | 30  | 21 | 7  | 2  | 063:310 | +32   | 70     | (M)   |
| 2.                                              | RSC Anderlecht              | 30  | 18 | 9  | 3  | 058:300 | +28   | 63     | (M)   |
| 3.                                              | Royal Antwerpen (M, P)      | 30  | 14 | 10 | 6  | 055:270 | +28   | 52     | (M)   |
| 4.                                              | FC Brügge                   | 30  | 14 | 9  | 7  | 062:290 | +33   | 51     | (M)   |
| 5.                                              | Cercle Brügge               | 30  | 14 | 5  | 11 | 044:340 | +10   | 47     | (M)   |
| 6.                                              | KRC Genk                    | 30  | 12 | 11 | 7  | 051:310 | +20   | 47     | (M)   |
| 7.                                              | KAA Gent                    | 30  | 12 | 11 | 7  | 053:380 | +15   | 47     | (ECL) |
| 8.                                              | KV Mechelen                 | 30  | 13 | 6  | 11 | 039:340 | +5    | 45     | (ECL) |
| 9.                                              | VV St. Truiden              | 30  | 10 | 10 | 10 | 035:460 | −11   | 40     | (ECL) |
| 10.                                             | Standard Lüttich            | 30  | 8  | 10 | 12 | 033:410 | −8    | 34     | (ECL) |
| 11.                                             | KVC Westerlo                | 30  | 7  | 10 | 13 | 042:540 | −12   | 31     | (ECL) |
| 12.                                             | Oud-Heverlee Löwen          | 30  | 7  | 8  | 15 | 034:470 | −13   | 29     | (ECL) |
| 13.                                             | Sporting Charleroi          | 30  | 7  | 8  | 15 | 026:480 | −22   | 29     | PD    |
| 14.                                             | KAS Eupen                   | 30  | 7  | 3  | 20 | 024:580 | −34   | 24     | PD    |
| 15.                                             | KV Kortrijk                 | 30  | 6  | 6  | 18 | 022:570 | −35   | 24     | PD    |
| 16.                                             | RWD Molenbeek (N)           | 30  | 5  | 8  | 17 | 031:670 | −36   | 23     | PD    |
| Stand: 17. März 2024 – Abschluss der Hauptrunde |                             |     |    |    |    |         |       |        |       |

Platzierungskriterien: 1. Punkte – 2. Siege – 3. Tordifferenz – 4. geschossene Tore

| aus der Saison 2022/23: |                                    |
| ----------------------- | ---------------------------------- |
| (M)                     | amtierender belgischer Meister     |
| (P)                     | amtierender belgischer Pokalsieger |
| (N)                     | Aufsteiger der Division 1B 2022/23 |

### Kreuztabelle
Die Kreuztabelle stellt die Ergebnisse aller Spiele der Saison dar. Die Heimmannschaft ist in der linken Spalte, die Gastmannschaft in der oberen Zeile aufgelistet.
| 2023/24 Stand: 17. März 2024 Abschluss der Hauptrunde | KRC Genk | Royale Union Saint-Gilloise | Royal Antwerpen | BRÜ | GNT | Standard Lüttich | KVC Westerlo | Cercle Brügge | Sporting Charleroi | Oud-Heverlee Löwen | AND | KV Mechelen | VV St. Truiden | KV Kortrijk | KAS Eupen | RWD Molenbeek |
| ----------------------------------------------------- | -------- | --------------------------- | --------------- | --- | --- | ---------------- | ------------ | ------------- | ------------------ | ------------------ | --- | ----------- | -------------- | ----------- | --------- | ------------- |
| KRC Genk                                              |          | 0:1                         | 2:2             | 0:3 | 2:2 | 1:0              | 3:3          | 1:1           | 0:0                | 3:1                | 1:1 | 4:0         | 3:3            | 4:0         | 0:1       | 3:1           |
| Royale Union Saint-Gilloise                           | 0:2      |                             | 2:2             | 2:1 | 1:1 | 2:1              | 2:2          | 2:1           | 3:1                | 5:1                | 2:0 | 1:0         | 2:1            | 3:0         | 4:1       | 3:2           |
| Royal Antwerpen                                       | 3:2      | 1:1                         |                 | 2:1 | 0:0 | 6:0              | 2:2          | 1:0           | 4:1                | 1:0                | 1:1 | 0:1         | 3:0            | 6:0         | 4:1       | 0:0           |
| FC Brügge                                             | 1:1      | 1:1                         | 2:1             |     | 2:0 | 2:0              | 3:0          | 0:0           | 4:2                | 3:1                | 1:2 | 1:1         | 1:1            | 3:3         | 4:0       | 7:1           |
| KAA Gent                                              | 1:1      | 1:1                         | 2:2             | 2:1 |     | 3:1              | 2:2          | 1:2           | 5:0                | 4:0                | 1:1 | 1:2         | 2:2            | 3:2         | 2:1       | 4:0           |
| Standard Lüttich                                      | 1:0      | 0:1                         | 0:1             | 2:1 | 4:2 |                  | 0:0          | 0:1           | 0:0                | 1:0                | 3:2 | 1:1         | 1:1            | 0:1         | 4:0       | 1:1           |
| KVC Westerlo                                          | 1:1      | 1:3                         | 0:3             | 0:1 | 1:3 | 2:1              |              | 4:2           | 0:1                | 0:3                | 1:3 | 2:3         | 3:3            | 1:0         | 2:0       | 3:0           |
| Cercle Brügge                                         | 0:1      | 0:2                         | 1:3             | 1:1 | 2:0 | 1:1              | 2:1          |               | 2:0                | 3:2                | 0:3 | 2:3         | 4:1            | 3:0         | 2:0       | 4:0           |
| Sporting Charleroi                                    | 0:1      | 1:3                         | 3:2             | 1:4 | 1:3 | 1:1              | 3:2          | 0:0           |                    | 1:1                | 1:3 | 3:1         | 1:1            | 1:0         | 1:0       | 2:1           |
| Oud-Heverlee Löwen                                    | 2:1      | 0:2                         | 1:1             | 0:1 | 1:1 | 1:2              | 0:2          | 1:2           | 0:0                |                    | 1:1 | 1:0         | 4:0            | 3:0         | 3:0       | 1:2           |
| RSC Anderlecht                                        | 2:1      | 2:2                         | 1:0             | 1:1 | 1:0 | 2:2              | 2:1          | 2:0           | 2:1                | 5:1                |     | 3:1         | 4:1            | 0:1         | 1:0       | 2:1           |
| KV Mechelen                                           | 1:1      | 4:0                         | 0:0             | 0:0 | 0:1 | 3:0              | 3:1          | 0:2           | 1:0                | 1:2                | 2:2 |             | 0:2            | 3:0         | 1:0       | 3:1           |
| VV St. Truiden                                        | 1:1      | 0:4                         | 1:1             | 2:1 | 4:1 | 1:0              | 1:0          | 0:2           | 1:0                | 1:1                | 0:1 | 2:0         |                | 1:0         | 1:1       | 2:1           |
| KV Kortrijk                                           | 0:3      | 1:3                         | 0:1             | 1:0 | 0:2 | 1:1              | 1:2          | 2:1           | 1:0                | 0:0                | 2:2 | 0:3         | 0:1            |             | 1:3       | 3:2           |
| KAS Eupen                                             | 1:3      | 1:2                         | 1:0             | 0:5 | 0:2 | 1:3              | 2:2          | 0:2           | 2:0                | 3:1                | 1:3 | 0:1         | 1:0            | 1:1         |           | 1:3           |
| RWD Molenbeek                                         | 0:4      | 2:3                         | 0:4             | 1:6 | 1:1 | 2:2              | 1:1          | 2:1           | 0:0                | 1:1                | 0:3 | 1:0         | 3:0            | 1:1         | 0:1       |               |

Spielverlegungen
- 5. Spieltag zur besseren Vorbereitung auf die Play-off-Rückspiele im Europapokal
  - vom 25. August 2023 auf den 27. September 2023: Royal Antwerpen – KAA Gent
  - vom 26. August 2023 auf den 28. September 2023: RWD Molenbeek – Royale Union Saint Gilloise
  - vom 27. August 2023 auf den 28. September 2023: FC Brügge – KRC Genk[10]

## Play-offs
Die Spielpläne für die beide Play-offs und die Play-downs wurden am 18. März 2024 bekannt gegeben.
In beiden Play-offs werden die Punkte aus der Hauptrunde halbiert und als Bonus gutgeschrieben. Falls dabei sich ein halber Punkt ergab, wird dieser aufgerundet. Bei Punktgleichheit gilt eine solche Aufrundung als „Malus“, die zum schlechteren Tabellenplatz führt. Als nächstes Kriterium wird die Platzierung in der Hauptrunde herangezogen. Die Tordifferenz und die Anzahl der Siege haben in den Play-offs keine Auswirkung auf die Platzierung.

### Meisterschaftsrunde (Play-off 1)

#### Tabelle
| Pl.                 | Verein                      | Sp. | S | U | N | Tore    | Diff. | Punkte | Bonus | Gesamt | Anm.      |
| ------------------- | --------------------------- | --- | - | - | - | ------- | ----- | ------ | ----- | ------ | --------- |
| 1.                  | FC Brügge M                 | 10  | 7 | 3 | 0 | 021:600 | +15   | 24     | 26    | 50     | M + CL    |
| 2.                  | Royale Union Saint-Gilloise | 10  | 4 | 2 | 4 | 017:120 | +5    | 14     | 35    | 49     | 3Q CL     |
| 3.                  | RSC Anderlecht M            | 10  | 4 | 2 | 4 | 012:120 | ±0    | 14     | 32    | 46     | PO EL     |
| 4.                  | Cercle Brügge M             | 10  | 3 | 4 | 3 | 013:130 | ±0    | 13     | 24    | 37     | 2Q EL     |
| 5.                  | KRC Genk M                  | 10  | 4 | 1 | 5 | 008:170 | −9    | 13     | 24    | 37     | PO 2Q Con |
| 6.                  | Royal Antwerpen (M, P)      | 10  | 2 | 0 | 8 | 007:180 | −11   | 06     | 26    | 32     |           |
| Stand: 26. Mai 2024 |                             |     |   |   |   |         |       |        |       |        |           |

Kriterien zur Sortierung der Tabelle: 1. Kein Malus „M“ – 2. Punkte – 3. Tabellenplatz der Hauptrunde
Der Pokalsieger Royale Union Saint-Gilloise war durch den Pokalsieg automatisch für die Play-offs der Europa League qualifiziert. Er qualifizierte sich durch den Ausgang der Meister-Play-off für die Champions League. Dadurch übernimmt der RSC Anderlecht auf Platz 3 die Europa-League-Startberechtigung und es verschieben sich die Startberechtigungen für den weiteren Platz in der Europa League und für die ligainterne Entscheidung um den Conference League-Startplatz von Platz 3/4 auf Platz 4/5.

#### Kreuztabelle
| Stand: 26. Mai 2024         | Royale Union Saint-Gilloise | AND | Royal Antwerpen | BRÜ | Cercle Brügge | KRC Genk |
| --------------------------- | --------------------------- | --- | --------------- | --- | ------------- | -------- |
| Royale Union Saint-Gilloise |                             | 0:0 | 4:1             | 1:2 | 2:3           | 2:0      |
| RSC Anderlecht              | 2:1                         |     | 1:0             | 0:1 | 3:0           | 2:1      |
| Royal Antwerpen             | 0:3                         | 3:1 |                 | 1:2 | 1:2           | 0:1      |
| FC Brügge                   | 2:2                         | 3:1 | 3:0             |     | 0:0           | 4:0      |
| Cercle Brügge               | 1:2                         | 1:1 | 0:1             | 1:1 |               | 4:1      |
| KRC Genk                    | 1:0                         | 2:1 | 1:0             | 0:3 | 1:1           |          |

### Europa Play-offs (Play-off 2)

#### Tabelle
| Pl.                 | Verein               | Sp. | S | U | N | Tore    | Diff. | Punkte | Bonus | Gesamt | Anm.      |
| ------------------- | -------------------- | --- | - | - | - | ------- | ----- | ------ | ----- | ------ | --------- |
| 1.                  | KAA Gent M           | 10  | 8 | 0 | 2 | 027:100 | +17   | 24     | 24    | 48     | PO 2Q Con |
| 2.                  | KV Mechelen M        | 10  | 5 | 1 | 4 | 020:180 | +2    | 16     | 23    | 39     |           |
| 3.                  | VV St. Truiden       | 10  | 3 | 4 | 3 | 014:150 | −1    | 13     | 20    | 33     |           |
| 4.                  | Oud-Heverlee Löwen M | 10  | 4 | 3 | 3 | 012:120 | ±0    | 15     | 15    | 30     |           |
| 5.                  | KVC Westerlo M       | 10  | 2 | 3 | 5 | 017:200 | −3    | 09     | 16    | 25     |           |
| 6.                  | Standard Lüttich     | 10  | 0 | 5 | 5 | 012:270 | −15   | 05     | 17    | 22     |           |
| Stand: 25. Mai 2024 |                      |     |   |   |   |         |       |        |       |        |           |

Kriterien zur Sortierung der Tabelle: 1. Kein Malus „M“ – 2. Punkte – 3. Tabellenplatz der Hauptrunde

#### Kreuztabelle
| Stand: 25. Mai 2024 | GNT | KV Mechelen | VV St. Truiden | Standard Lüttich | KVC Westerlo | Oud-Heverlee Löwen |
| ------------------- | --- | ----------- | -------------- | ---------------- | ------------ | ------------------ |
| KAA Gent            |     | 3:1         | 2:0            | 5:1              | 3:2          | 0:1                |
| KV Mechelen         | 2:4 |             | 2:3            | 3:2              | 3:2          | 3:0                |
| VV St. Truiden      | 0:2 | 2:1         |                | 3:3              | 2:0          | 1:1                |
| Standard Lüttich    | 1:4 | 0:0         | 1:1            |                  | (0:5)        | 0:0                |
| KVC Westerlo        | 0:3 | 0:2         | 2:2            | 3:3              |              | 1:1                |
| Oud-Heverlee Löwen  | 2:1 | 2:3         | 1:0            | 3:1              | 1:2          |                    |

### Play-down
In den Play-down werden die Punkte aus der Hauptrunde voll übernommen. Zwischen punktgleichen Vereinen entscheidet für die Platzierung die Platzierung in der Hauptrunde. Die Tordifferenz und die Anzahl der Siege haben in den Play-down keine Auswirkung auf die Platzierung.

#### Tabelle
| Pl.                 | Verein             | Sp. | S | U | N | Tore    | Diff. | Punkte | Bonus | Gesamt | Anm. |
| ------------------- | ------------------ | --- | - | - | - | ------- | ----- | ------ | ----- | ------ | ---- |
| 1.                  | Sporting Charleroi | 6   | 5 | 1 | 0 | 011:400 | +7    | 16     | 29    | 45     |      |
| 2.                  | KV Kortrijk        | 6   | 2 | 1 | 3 | 007:100 | −3    | 07     | 24    | 31     | Rel  |
| 3.                  | RWD Molenbeek      | 6   | 2 | 1 | 3 | 008:900 | −1    | 07     | 23    | 30     | ▼    |
| 4.                  | KAS Eupen          | 6   | 1 | 1 | 4 | 005:800 | −3    | 04     | 24    | 28     | ▼    |
| Stand: 11. Mai 2024 |                    |     |   |   |   |         |       |        |       |        |      |

Kriterien zur Sortierung der Tabelle: 1. Punkte – 2. Tabellenplatz der Hauptrunde

#### Kreuztabelle
| Stand: 11. Mai 2024 | Sporting Charleroi | KAS Eupen | KV Kortrijk | RWD Molenbeek |
| ------------------- | ------------------ | --------- | ----------- | ------------- |
| Sporting Charleroi  |                    | 1:0       | 3:1         | 0:0           |
| KAS Eupen           | 1:2                |           | 1:1         | 2:0           |
| KV Kortrijk         | 1:2                | 1:0       |             | 2:4           |
| RWD Molenbeek       | 1:3                | 3:1       | 0:1         |               |

## Relegation
Zwischen dem Zweitplatzierten der Play-down der Division 1A (KV Kortrijk) und dem Sieger der KO-Spiele um den Relegationsteilnehmer der Division 1B (Lommel SK) finden zwei Relegationsspiele um den letzten freien Platz in der Division 1A 2024/25 statt, wobei die Mannschaft aus der Division 1A im zweiten Spiel Heimrecht hat.
| Datum             |           | Gesamt |             | Hinspiel | Rückspiel       |
| ----------------- | --------- | ------ | ----------- | -------- | --------------- |
| 19. /26. Mai 2024 | Lommel SK | 2:5    | KV Kortrijk | 0:1      | 2:4 n. V. (1:0) |

## Entscheidungsspiel um den Conference League-Startplatz
Um den letzten europäischen Startplatz in der 2. Qualifikationsrunde zur Conference League tragen der Fünfte der Meister-Play-off (KRC Genk) und der Sieger der Play-off II (KAA Gent) ein Entscheidungsspiel aus.
| Datum        |          | Ergebnis |          |
| ------------ | -------- | -------- | -------- |
| 2. Juni 2024 | KRC Genk | 0:1      | KAA Gent |

## Trainerentlassungen
| Verein             | Zeitpunkt          | alt                     | neu                     |
| ------------------ | ------------------ | ----------------------- | ----------------------- |
| KV Kortrijk        | 25. September 2023 | Edward Still            | Joseph Akpala (int.)    |
| KV Kortrijk        | 2. Oktober 2023    | Joseph Akpala (int.)    | Glen De Boeck           |
| OH Löwen           | 13. Oktober 2023   | Marc Brys               | Eddy Vanhemel (int.)    |
| KV Mechelen        | 2. November 2023   | Steven Defour           | Fred Vanderbiest (int.) |
| OH Löwen           |                    | Eddy Vanhemel (int.)    | Óscar García            |
| KV Mechelen        |                    | Fred Vanderbiest (int.) | Besnik Hasi             |
| KVC Westerlo       |                    | Jonas De Roeck          | Bart Goor (int.)        |
| KV Kortrijk        |                    | Glen De Boeck           | Joseph Akpala (int.)    |
| KVC Westerlo       |                    | Bart Goor (int.)        | Rik De Mil              |
| Standard Lüttich   |                    | Carl Hoefkens           | Ivan Leko               |
| KV Kortrijk        |                    | Joseph Akpala (int.)    | Freyr Alexandersson     |
| RWD Molenbeek      |                    | Cláudio Caçapa          | Bruno Irles             |
| KAS Eupen          | 16. März 2024      | Florian Kohfeldt        | Mersad Selimbegović     |
| FC Brügge          | 18. März 2024      | Ronny Deila             | Nicky Hayen             |
| Sporting Charleroi | 20./22. März 2024  | Felice Mazzù            | Rik De Mil              |